# Европейский вызов по бегу на 10 000 метров 1999
Европейский вызов по бегу на 10 000 метров 1999 года прошёл 10 апреля на стадионе «Сан-Висенте» в Баракальдо (Испания). Участники разыграли командный приз в соревнованиях у мужчин и женщин. На старт вышли 86 атлетов из 16 стран Европы, из них 47 мужчин и 39 женщин. Каждая страна могла выставить до 5 человек в каждый из двух командных турниров. Победители определялись по сумме результатов 3 лучших участников.

## Результаты

### Командное первенство
Женская сборная Португалии в третий раз подряд выиграла командный зачёт Европейского вызова. Испанские мужчины подобного успеха добились впервые, но сделали это более чем убедительно, заняв первые три места в личном первенстве.
| Место | Команда                                                                                               | Время                                            | Общее время |
| ----- | --- | ------------------------------------------------ | ----------- |
| 1     | Испания · Альберто Гарсия · Бруно Толедо · Франсиско Хавьер Кортес · Энрике Молина · Хосе Карлос Адан | 27.46,12 27.49,06 27.49,58 (27.52,54) (28.19,70) | 1:23.24,76  |
| 2     | Португалия · Паулу Герра · Жозе Рамуш · Альберту Шайса · Эдуарду Энрикеш · Витор Алмейда              | 27.55,43 27.57,66 28.17,99 (28.34,62) (DNF)      | 1:24.11,08  |
| 3     | Италия · Симоне Дзанон · Рашид Берради · Джованни Баттоклетти · Андреа Арлати                         | 27.57,66 28.18,85 28.30,35 (28.48,16)            | 1:24.45,85  |
| 4     | Великобритания                                                                                        |                                                  | 1:25.17,37  |

| Место | Команда                                                                                         | Время                                       | Общее время |
| ----- | ----------------------------------------------------------------------------------------------- | ------------------------------------------- | ----------- |
| 1     | Португалия · Ана Диаш · Марина Бастуш · Хелена Сампайю · Консейсан Феррейра                     | 31.39,52 31.41,38 31.43,22 (DNF)            | 1:35.04,12  |
| 2     | Италия · Мария Гуида · Сильвия Соммаджо · Маура Вичеконте · Сабрина Варроне · Лучилла Андреуччи | 31.50,40 31.59,63 32.05,44 (32.20,56) (DNF) | 1:35.55,47  |
| 3     | Испания · Мария Луиза Ларрага · Мария Абель · Тереза Ресио · Беатрис Сантьяго                   | 32.14,99 32.21,22 32.23,44 (DNF)            | 1:36.59,65  |
| 4     | Великобритания                                                                                  |                                             | 1:37.09,71  |
| 5     | Дания                                                                                           |                                             | 1:40.27,52  |
| 6     | Финляндия                                                                                       |                                             | 1:40.29,19  |

### Индивидуальное первенство
Соревнования были отмечены очень высоким уровнем результатов. Пола Рэдклифф показала лучший результат в истории Европейского вызова, преодолев дистанцию за 30.40,70. Среди мужчин быстрее 28 минут пробежали сразу 12 человек, а у женщин 32 минуты «разменяли» 10 участниц.
| Место | Атлет                   | Страна         | Время    |
| ----- | ----------------------- | -------------- | -------- |
| 1     | Альберто Гарсия         | Испания        | 27.46,12 |
| 2     | Бруно Толедо            | Испания        | 27.49,06 |
| 3     | Франсиско Хавьер Кортес | Испания        | 27.49,58 |
| 4     | Камил Масе              | Нидерланды     | 27.50,30 |
| 5     | Кит Каллен              | Великобритания | 27.50,33 |
| 6     | Мохаммед Эззер          | Франция        | 27.50,58 |
| 7     | Хосе Мануэль Мартинес   | Испания        | 27.51,82 |
| 8     | Энрике Молина           | Испания        | 27.52,54 |
| 9     | Паулу Герра             | Португалия     | 27.55,43 |
| 10    | Симоне Дзанон           | Италия         | 27.57,66 |

| Место | Атлет            | Страна         | Время    |
| ----- | ---------------- | -------------- | -------- |
| 1     | Пола Рэдклифф    | Великобритания | 30.40,70 |
| 2     | Ирина Микитенко  | Германия       | 31.38,68 |
| 3     | Ана Диаш         | Португалия     | 31.39,52 |
| 4     | Марина Бастуш    | Португалия     | 31.41,38 |
| 5     | Хелена Сампайю   | Португалия     | 31.43,22 |
| 6     | Аннемари Санделл | Финляндия      | 31.45,53 |
| 7     | Мария Гуида      | Италия         | 31.50,40 |
| 8     | Бландин Бицнер   | Франция        | 31.53,38 |
| 9     | Франциска Роша   | Швейцария      | 31.56,78 |
| 10    | Сильвия Соммаджо | Италия         | 31.59,63 |